# Кривий Ліс (Польща)
Кривий Ліс (пол. Krzywy Las) — пам'ятка природи в Польщі. Розташована в районі нового житлового комплексу села Нове Чарново і електростанції «Дольна Одра», в Грифінському повіті (Західнопоморське воєводство). Через цю місцевість проходить червона туристична стежка від Щецінського Ключа до Мешковіце. 
Площа близько 1,7 га. Ця ділянка названа завдяки приблизно 100 деформованим соснам, які тут ростуть. Ці дерева зігнуті під кутом 90° від приблизно 20 см над землею, а кривизна деяких сягає висоти 3 м. Їхня загальна висота становить близько 11-12 м. Їх висаджували в 30-х роках ХХ ст. (ймовірно, в 1934 р.). 
Найвідомішою теорією є те, що дерева були сформовані внаслідок цілеспрямованої діяльності людей, які практикували це, особливо, на т. зв. вигини для столярних або суднобудівних цілей, наприклад для виготовлення меблів, човнів, саней і т. п. 
За словами професора програми «Галілео», причиною безпрецедентного вигину стало вирубування дерев у віці від 6 до 10 років з метою використання як новорічних ялинок. Оскільки дерева були навмисно залишені з останньою нижньою гілкою, вони зростали і з часом набули характерної вигнутої форми.

## Галерея

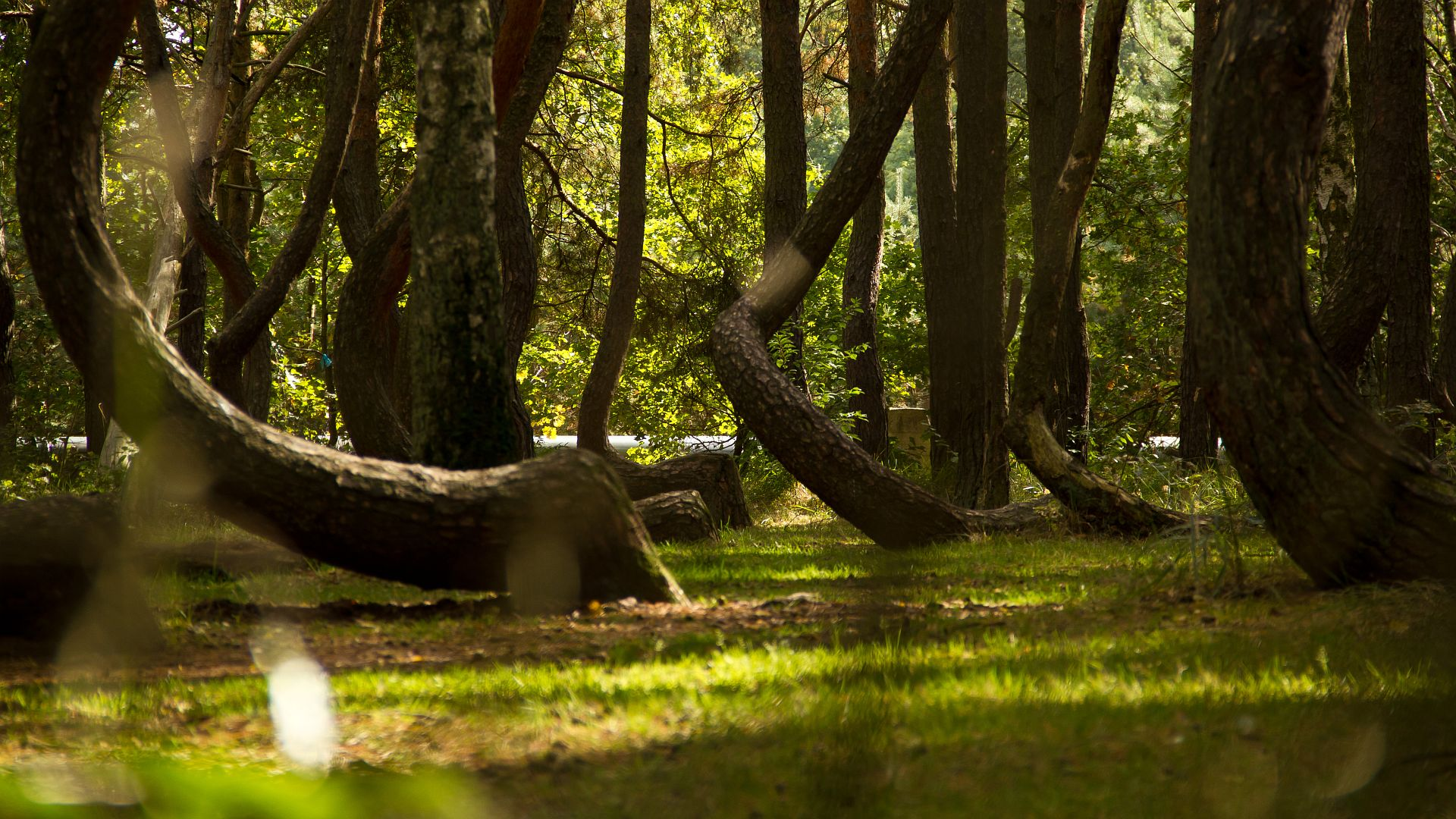
Кривий Ліс, Нове Чарново
Карта околиць електростанції «Дольна Одра» з позначеним розташуванням «Кривого Лісу»